# Зив, Имри
Имри Зив (ивр. אימרי זיו‎; род. 12 сентября 1991 года) — израильский певец, кино- и театральный актёр, представитель Израиля на конкурсе песни Евровидение 2017, на котором занял 23 место.

## Биография
Имри Зив родился 12 сентября 1991 года в Ход-ха-Шароне в семье румынских, польских, австрийских и украинских евреев. В 2015 и 2016 годах участвовал на Евровидении в качестве бэк-вокалиста. В 2017 году участвовал в четвёртом сезоне национального отборочного тура HaKokhav HaBa и стал победителем. Это позволило ему представить Израиль на конкурсе песни Евровидение 2017. Имри выступил во втором полуфинале под последним, 18-м номером, и занял там третье место, и прошёл в финал. Однако в финале он занял 23 место из 26, набрав 38 баллов. Это один из худших результатов Израиля в финале.
8 июня 2023 года совершил каминг-аут как гей.